# Cyprinus carpio
La carpa (Cyprinus carpio), conosciuta anche come carpa comune, è un pesce d'acqua dolce appartenente alla famiglia dei Cyprinidae.

## Distribuzione e habitat
La forma selvatica della carpa comune si ritiene originaria delle regioni dell'Europa orientale a est fino alla Persia, all'Asia Minore e alla Cina. Secondo alcuni autori la specie è stata introdotta in Italia molti secoli fa dai Romani per l'allevamento, mentre secondo altri autori è stata introdotta soltanto in periodo tardo medioevale. Oggi, anche a seguito di ripopolamenti, è possibile trovarla in tutta Europa nella quasi totalità delle acque dolci temperate. La carpa comune è stato uno dei primi pesci ad essere introdotto in altri paesi oltre a quello di origine. Di solito vive nei laghi, ma si adatta molto bene in qualsiasi habitat, anche in quelli soggetti a inquinamento organico: non disdegna neanche le acque più sporche. È inserita nella lista di cento specie invasive molto dannose.

## Descrizione
Il corpo della carpa è lungo, ovaloide, con dorso convesso poco sopra la testa. Quest'ultima si presenta di forma triangolare, con muso poco appuntito. La bocca è protrattile ed è munita di 2 barbigli corti e carnosi e due barbigli più piccoli al di sopra. La pinna dorsale è lunga con 18-24 raggi, quella caudale (pinna di coda) è abbastanza grande; le pinne pettorali e ventrali hanno i lobi arrotondati. La coda è forcuta. La livrea è bruno-verdastra con riflessi bronzei su dorso e fianchi, giallastro sul ventre. Di lunghezza variabile tra i 30 e i 70 cm e peso compreso tra i 3 e i 40 kg. Eccezionalmente può superare i 40 kg di peso e i 130 cm di lunghezza. Si tratta di un pesce estremamente longevo e si stima possa arrivare a 40 anni di età.

## Biologia
Si tratta di una specie gregaria e vive in gruppi che possono arrivare anche alla decina di esemplari.

### Alimentazione
Onnivora, si ciba sia di organismi animali come insetti o lombrichi che di sostanze vegetali che trova sul fondo, nonché di qualsiasi tipo di detrito organico.
Ricerca il cibo sul fondo, grufolando, mettendo il muso nel fango e aiutandosi con i due barbigli a localizzare il nutrimento.
Durante la ricerca del cibo smuove molto materiale intorbidando l'acqua e facendo salire a galla bollicine di gas formatesi nel fondale.

### Riproduzione
Si riproduce in tarda primavera e inizio estate deponendo circa 200 000-300 000 uova.
Le uova vengono attaccate alle piante e si schiudono dopo 3-8 giorni.
In questo periodo, si risveglia dall'inverno appena passato e si nutre in modo frenetico. Tale frenesia è dovuta anche all'energia che le carpe necessitano di accumulare per la riproduzione. 
I banchi di carpe in questo periodo si spostano nelle acque basse presso le sponde, che sono più tiepide, vicino a canneti ed erbai dove possono nutrirsi facilmente e si riuniscono in superficie smuovendo l'acqua e producendo schizzi e spruzzi.

## Pesca
La carpa è uno dei pesci d'acqua dolce più insidiati dai pescatori sportivi a causa delle grandi dimensioni che può raggiungere e della strenua resistenza che oppone alla cattura.
Si pesca soprattutto con la tecnica della pesca a fondo che, quando viene impiegata per questo pesce, prende il nome di carpfishing; la pesca a fondo utilizza una varietà di esche, in genere vegetali, che vanno dal mais alla cosiddetta "polenta" alle più recenti e tecnologiche boiles, che sono utilizzate soprattutto nel carpfishing e che vengono innescate separatamente dall'amo, a una distanza di qualche centimetro.
Viene anche pescata a galleggiante, all'inglese.
Può essere pescata anche a spinning, utilizzando piccoli siliconici e testine piombate da 2 grammi, la particolarità di questa pesca sta nell'avvicinarsi in maniera molto silenziosa per non spaventare la preda e calare l'artificiale a circa 1 metro dalla sua bocca per stimolare la carpa all'attacco.
Importante è abituare il pesce alla nuova esca, gettando nel luogo prescelto grosse quantità dell'esca che s'impiegherà, qualche giorno prima dell'effettivo inizio della pesca.
In Italia e in Occidente, dato che la qualità delle carni in genere non è considerata eccelsa, gli esemplari catturati vengono spesso liberati adagiandoli su un materassino morbido per attutire gli urti dovuti allo sfregamento con il terreno e per non asportare il muco protettivo di cui sono rivestiti i pesci.

## La carpa come alimento

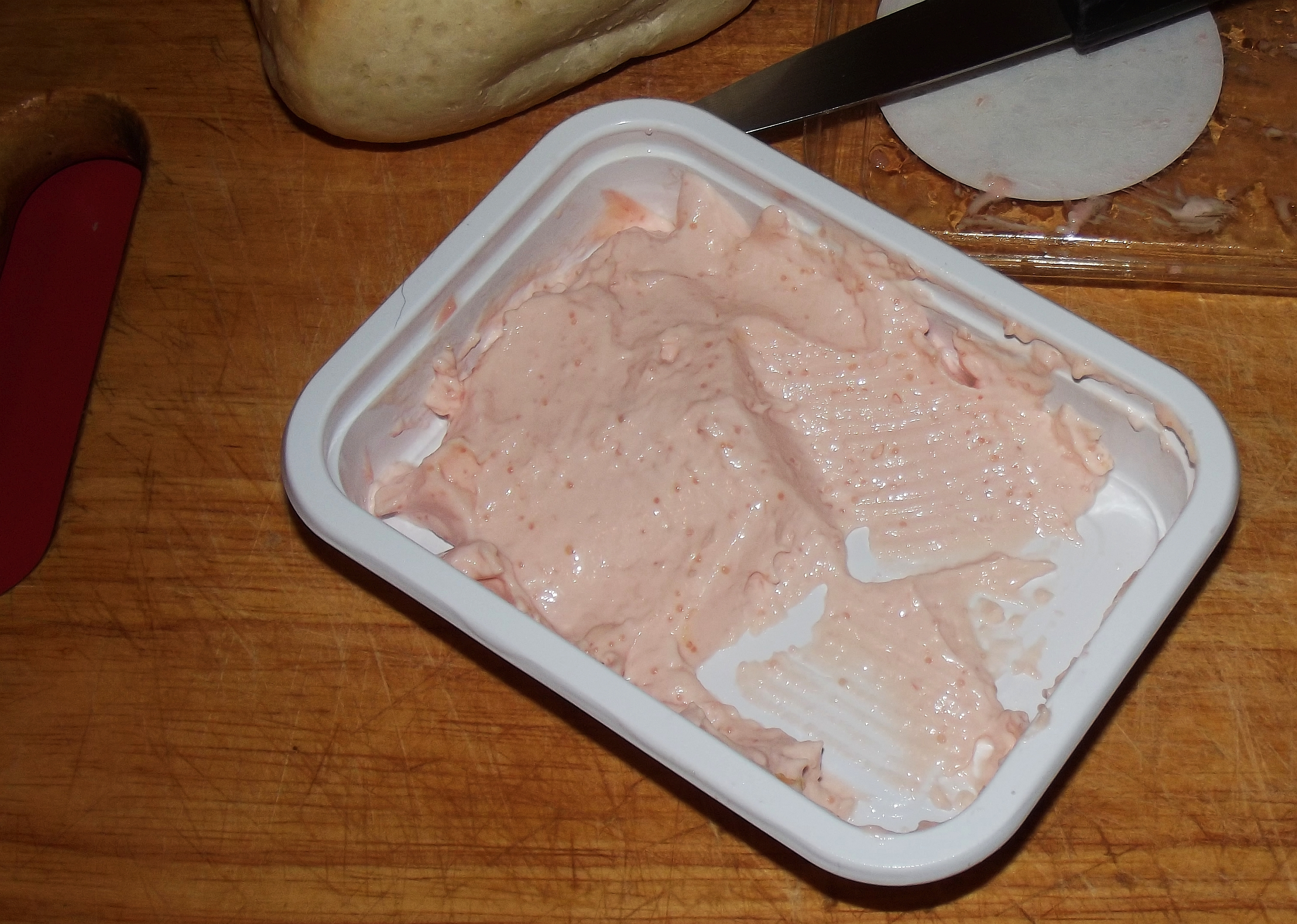
Salată de icre

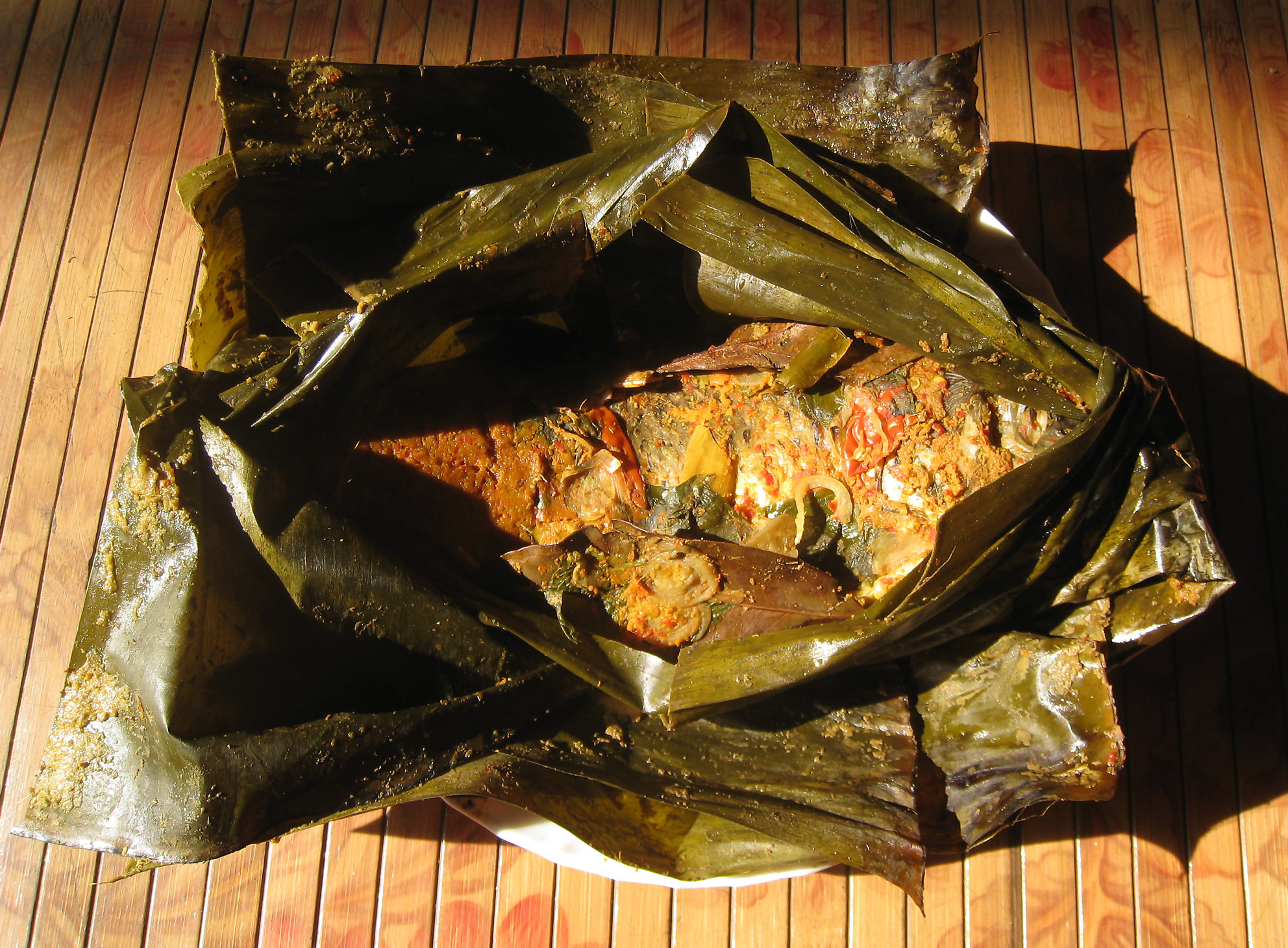
Carpa cucinata in foglie di banano (Indonesia)

Le carni della carpa sono buone, sapide, ricche di grassi insaturi. Il sapore è fortemente influenzato dall'ambiente in cui vive.
In Italia il consumo di carpa è specifico di alcune realtà gastronomiche locali, in particolare delle aree del nord del paese distanti dal mare e quindi tradizionalmente legate ai pesci d'acqua dolce (ad esempio le risaie tra Piemonte e Lombardia). La carpa avrebbe anche dato il nome ad un modo per cucinare e conservare il cibo con l'uso di aceto aromatizzato detto appunto carpione, utilizzato oltre che per il pesce anche per altri cibi come bistecchine di pollo o vitello, zucchine etc....
Anche in molte altre parti del mondo le carni della carpa sono apprezzate e il loro utilizzo come alimento è parecchio diffuso; ad esempio in Europa centrale e orientale è regolarmente consumata, ma soprattutto in Estremo Oriente è largamente utilizzata per scopi alimentari, tanto da essere uno dei pesci maggiormente allevati nell'acquacoltura cinese.
Rinomata è la «Peitzer Karpfen», allevata nello stato del Brandeburgo, in Germania. Questa varietà fu sviluppata nel territorio di Peitz da un funzionario pubblico di nome Kuhnert alla fine del XIX secolo e che costituisce da allora una razza pura.
L'incrocio tra le specie galiziana, Holstein landrace e Lusaziana, ha prodotto una varietà caratterizzata da rapida crescita, ottima resistenza alle malattie ed alle condizioni atmosferiche avverse, nonché da un elevato contenuto di carne di sapore gradevole.
Le uova di carpa (o a volte quelle di aringa) sono alla base della salată de icre, letteralmente "insalata di uova di pesce". Si tratta di una specialità romena che viene solitamente consumata spalmandola sul pane.

### Allergie alimentari
Per la presenza della parvalbumina, una proteina, la carpa può essere causa di allergia alimentare anche grave.

## Varietà
Si distinguono tre varietà di carpa comune più altri due tipi di carpa assai rare:
- comune o regina : con corpo completamente ricoperto di scaglie (raggiunge i 30 kg ed oltre).
- specchio: con presenza di rade e grosse scaglie (di rado, ma può superare i 38 kg)
- cuoio: completamente priva di scaglie (non supera i 20 kg);
- carpa koi: carpa colorata utilizzata a scopo ornamentale in laghetti da giardino, molto popolare in Giappone;
- fully scaled mirror: varietà molto rara, si distingue per le squame molto grosse dislocate in ordine sparso su tutto il corpo (non supera i 20 kg);
- linear carp: variante rara della carpa a specchio, si riconosce per la lunga linea di grosse squame che attraversa il corpo (non supera i 20 kg);

## Acquariofilia
La varietà colorata "koi" viene allevata e riprodotta con successo in grandi acquari e nei laghetti ornamentali.

## Galleria d'immagini

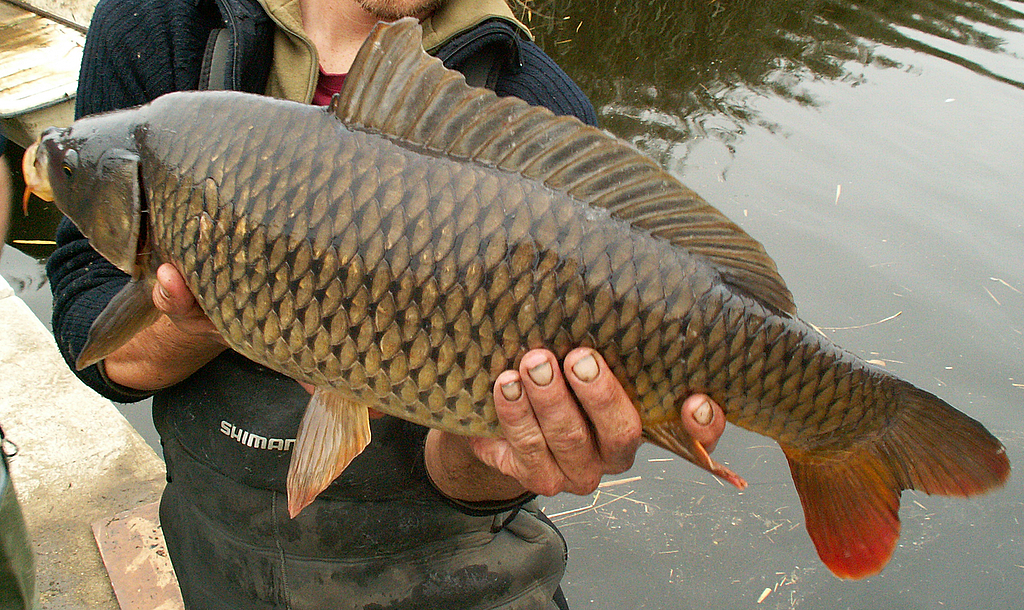
Esemplare di Cyprinus carpio pescato in un polder nei Paesi Bassi
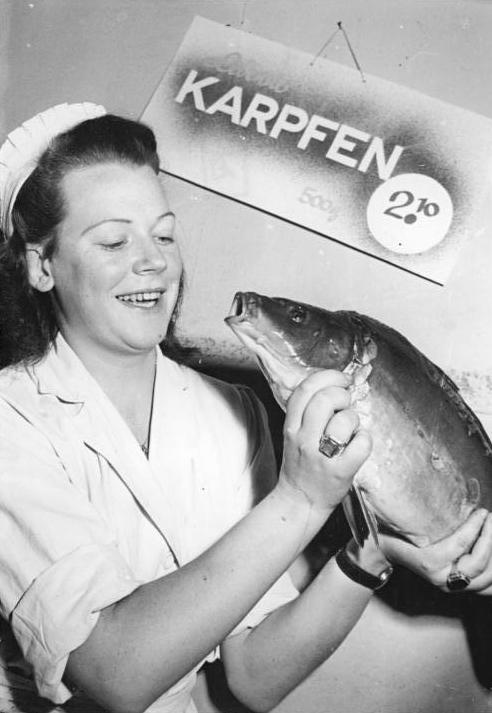
Manifesto tedesco del 1946 che promuoveva l'allevamento in cattività di Cyprinus carpio
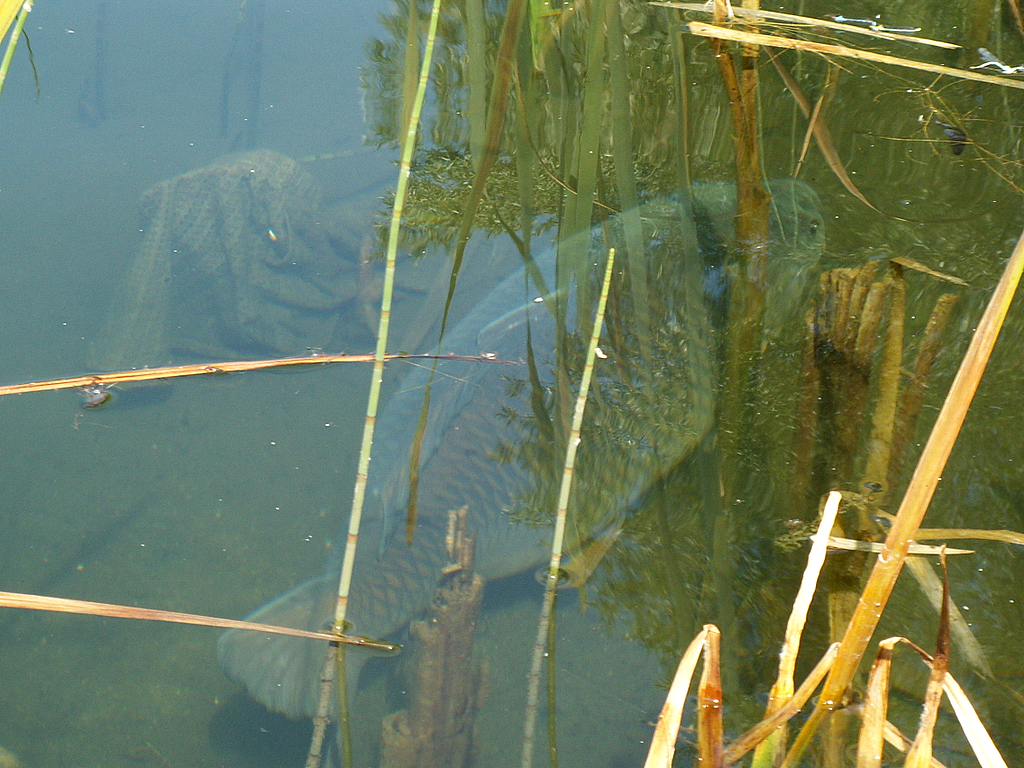
Carpa nel suo ambiente naturale
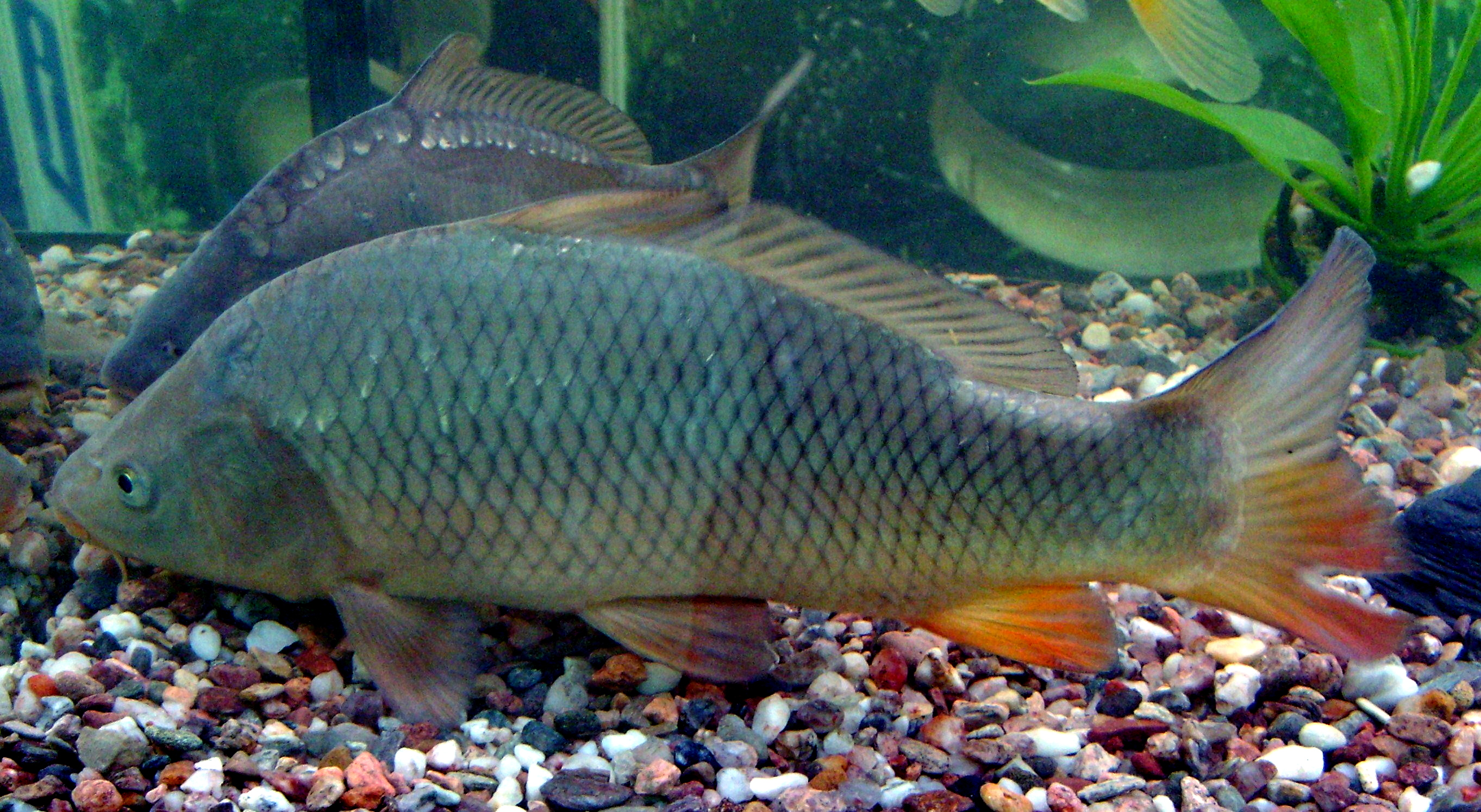
Alcuni esemplari di Cyprinus carpio in acquario assieme a un'anguilla europea (Anguilla anguilla)
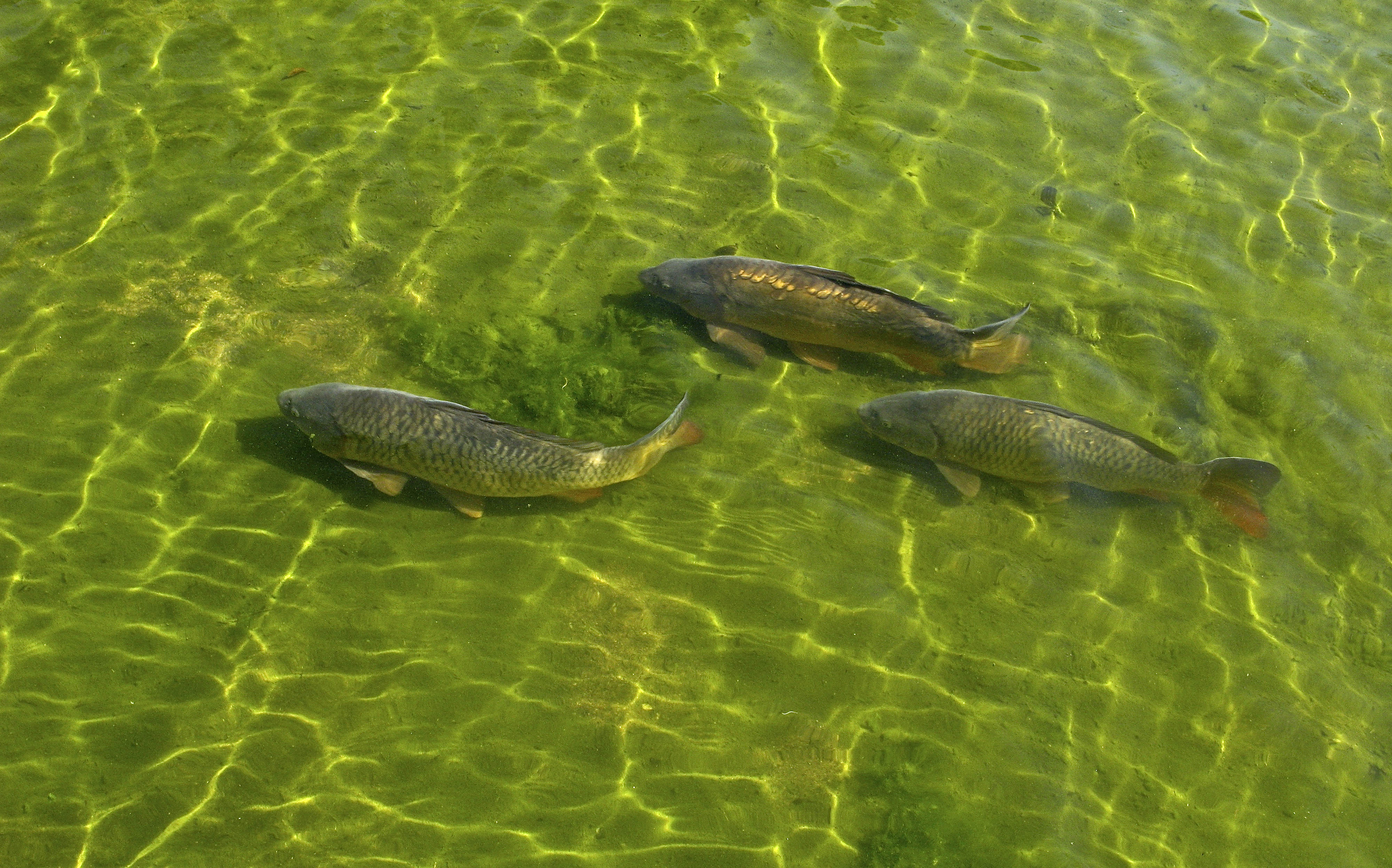
3 esemplari di Cyprinus carpio nel lago dell'Herbert Park Pond di Dublino
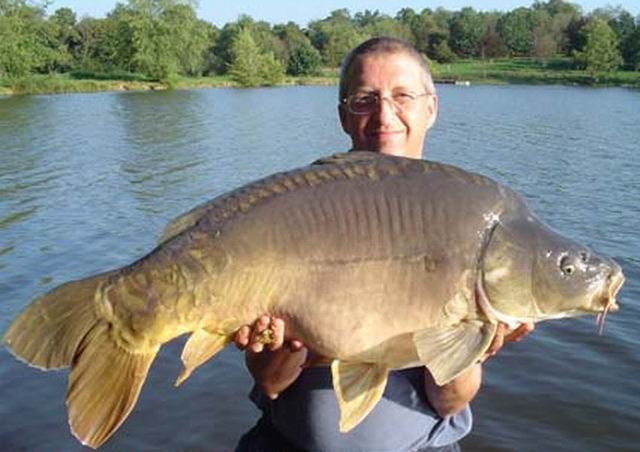
Esemplare di carpa specchio di 17 kg
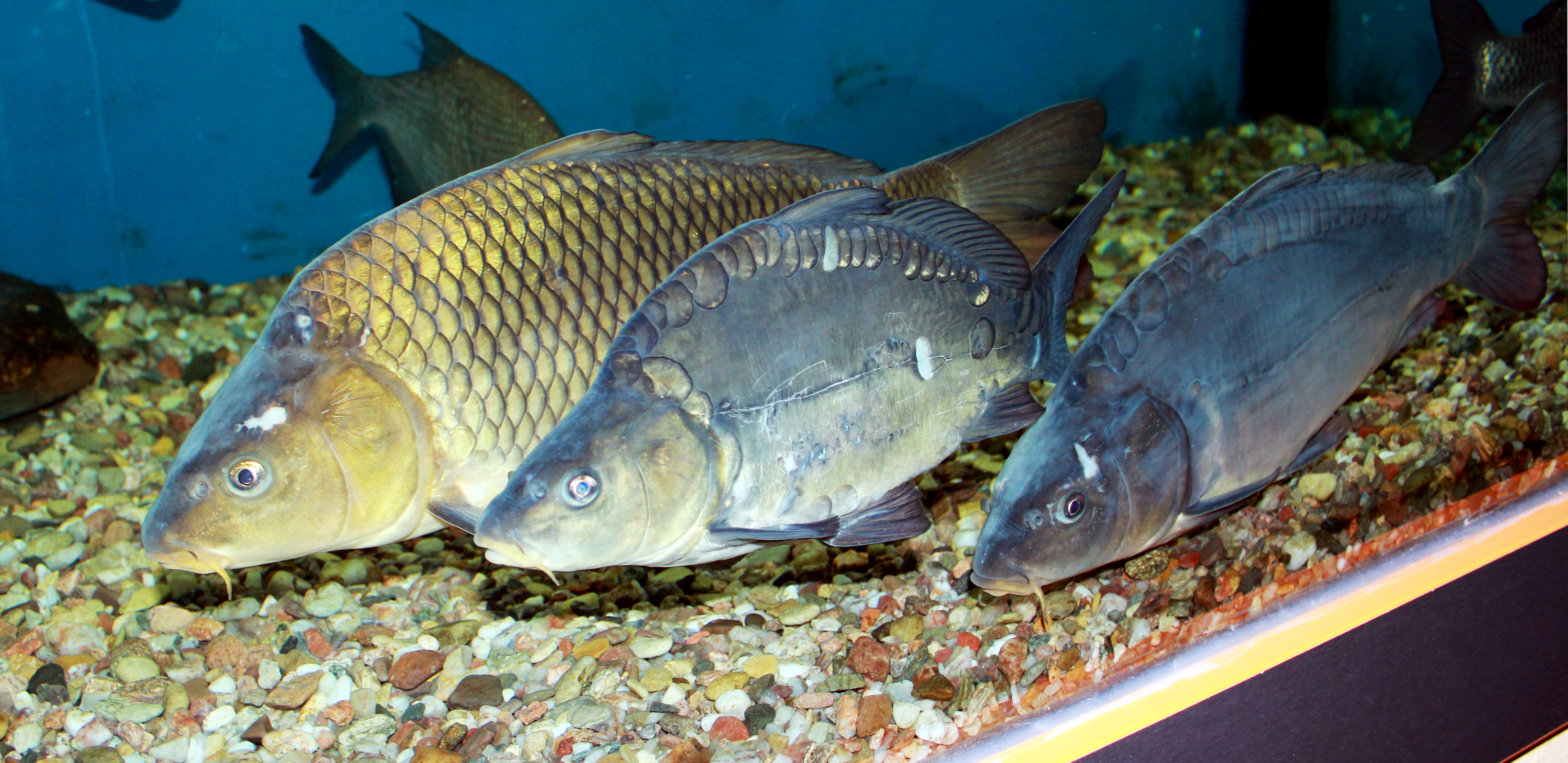
Cyprinus della Moldava, Repubblica Ceca
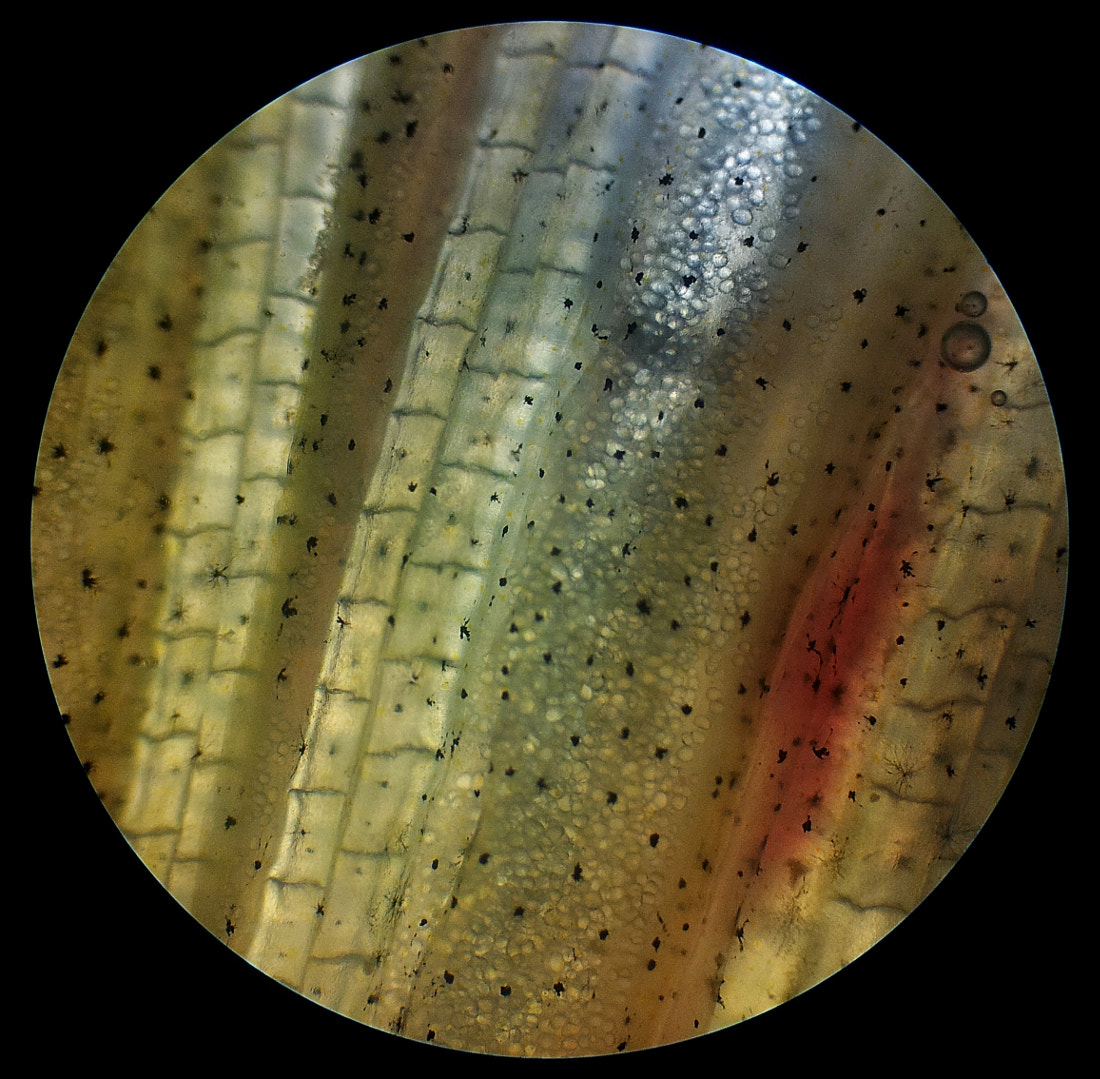
Pinna al microscopio